# 広陵町

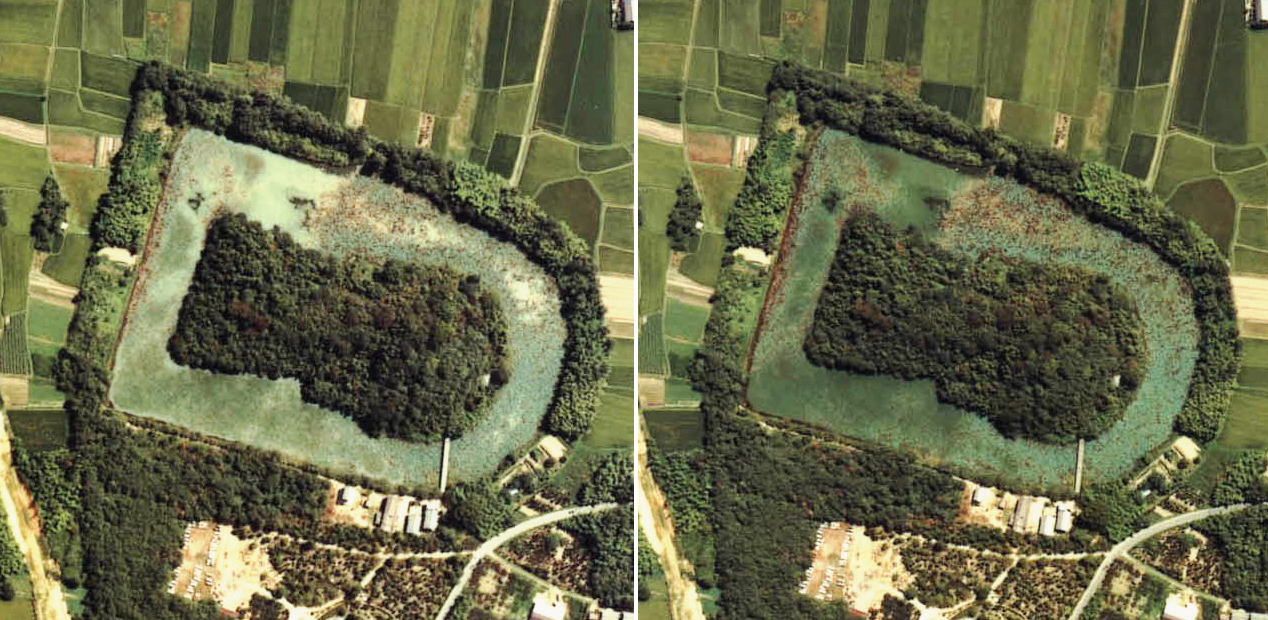
巣山古墳のステレオ空中写真（1979年）

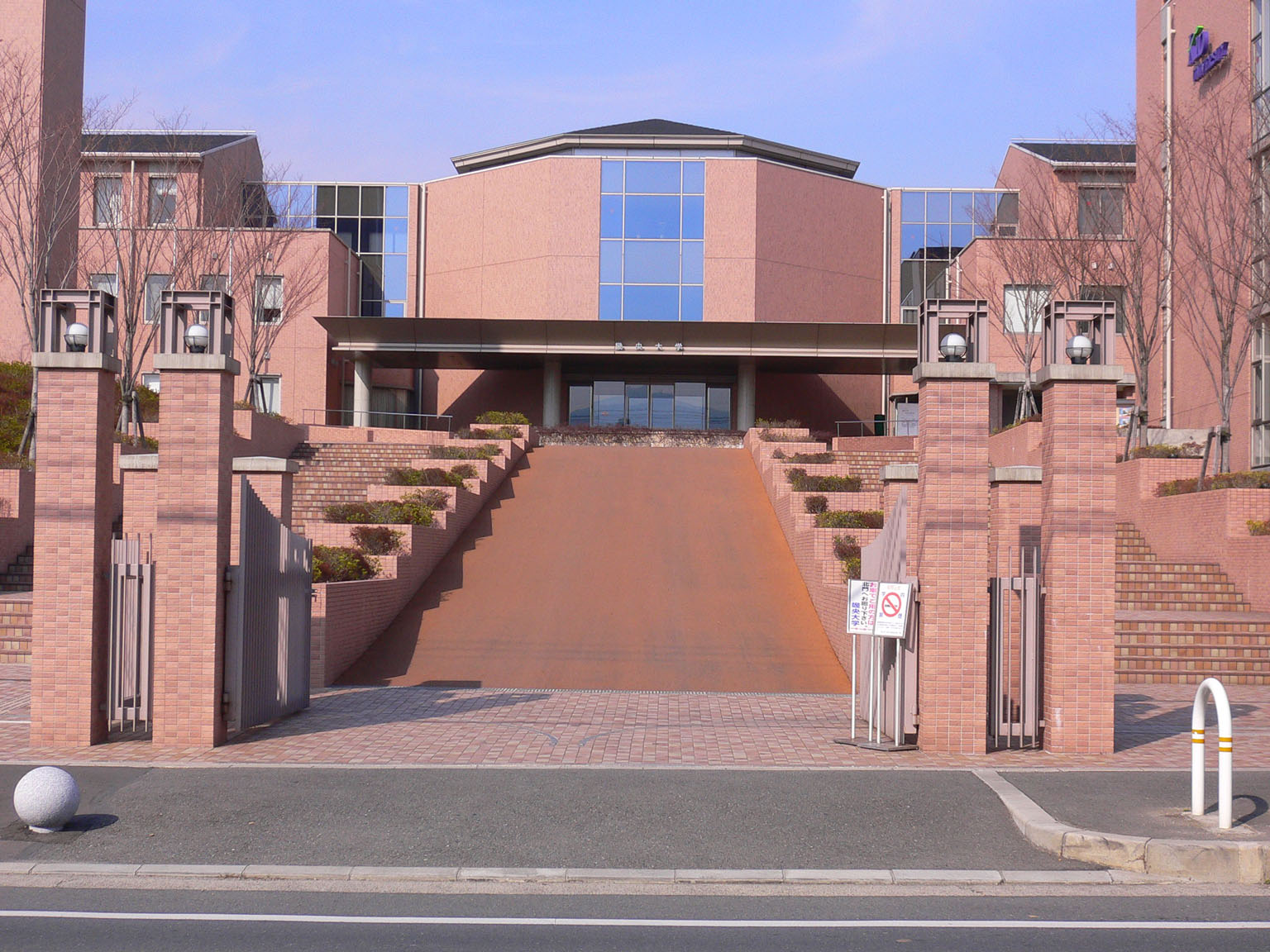
畿央大学

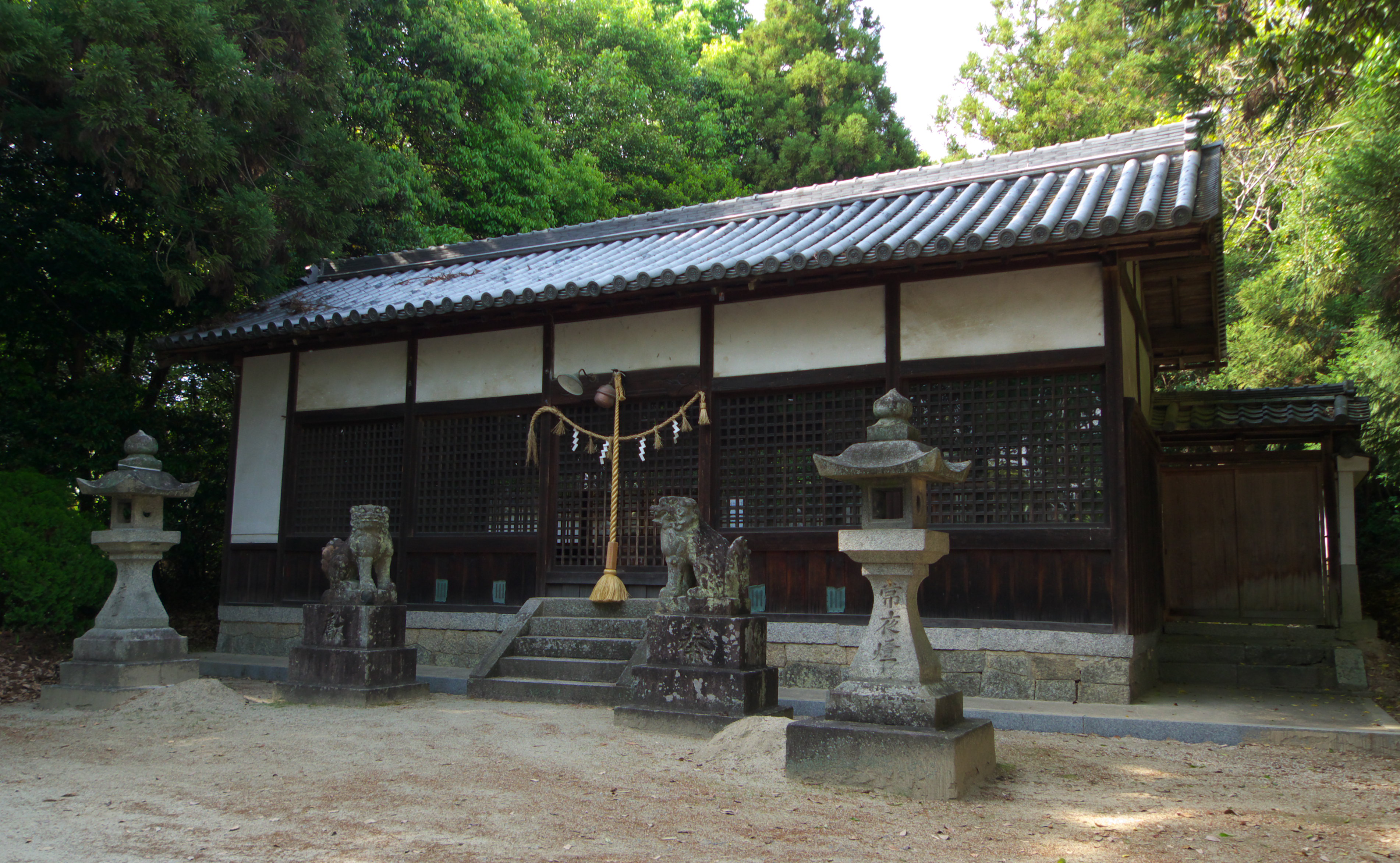
讃岐神社

広陵町（こうりょうちょう）は、奈良県北葛城郡の南東部に位置する町。奈良県の町のなかで最も人口が多い町である（令和2年国勢調査）。

## 地理
大和高田市の北に位置することから、河川に関しては同じように高田川・葛城川が北流し、さらに町の東辺を曽我川が流れる。町の東部では平坦な地形が広がるのに対して、西部は丘陵地帯となっているが、ここは隣接する香芝市に跨って真美ヶ丘ニュータウンを形成している。
町の西部には馬見古墳群が広がる。中でも、特別史跡である巣山古墳では死者を古墳へ運ぶ際に用いられた“霊柩船”と見られる木製品が出土し、貴重な史料として注目されている。また、『竹取物語』ゆかりの延喜式内社・讃岐神社が鎮座する。町東部の葛城川と曽我川に挟まれた地域には百済の集落があり、百済寺三重塔が残る。

### 町域
- 635-0825　安部（あべ）
- 635-0831　馬見北1～9丁目（うまみきた）
- 635-0832　馬見中1～5丁目（うまみなか）
- 635-0833　馬見南1～6丁目（うまみみなみ）
- 635-0834　大塚（おおつか）
- 635-0803　大野（おおの）
- 635-0801　大場（おおば）
- 635-0821　笠（かさ）
- 635-0805　萱野（かやの）
- 635-0813　百済（くだら）
- 635-0815　古寺（こでら）
- 635-0804　沢（さわ）
- 635-0817　寺戸（てらど）
- 635-0816　中（なか）
- 635-0814　南郷（なんごう）
- 635-0824　疋相（ひきそ）
- 635-0822　平尾（ひらお）
- 635-0812　広瀬（ひろせ）
- 635-0811　弁財天（べざいてん）
- 635-0802　的場（まとば）
- 635-0835　みささぎ台（みささぎだい）
- 635-0823　三吉（みつよし）
- 635-0818　南（みなみ）

#### 西部（真美ヶ丘ニュータウン）
馬見丘陵の南縁に当たり、竹林と田畑が点在する里山であったが、1980年（昭和55年）代前半から住宅・都市整備公団によって宅地造成がなされ、当町が住宅都市として発展するきっかけとなった。区域内には中和幹線をはじめとした2～4車線道路が張り巡らされ、道路事情が芳しくない奈良県内において希有の景観を作り出している。

#### 西部（馬見町域）
三吉地区から大塚地区にかけて、馬見丘陵東斜面に沿うように住宅が密集。中心は平尾・疋相両地区であり、農協・銀行や商店が集中。飲食店舗が靴下工場跡などに建設されている。出店近年は西部、真美ヶ丘ニュータウンでの住宅開発が当地区にも及び、新興住宅が散見されるようになった。一方、高田川より東側では広大な水田地帯であるものの、県道大和高田斑鳩線沿道で、郊外型飲食店が急増している。2010年（平成22年）4月23日には、町内のショッピングセンターで最大規模となる、イズミヤ広陵店が開業した。秋には各村でだんじり祭りなどが開催される。2010年10月第2土曜日には笠のだんじり祭りが開催される。2012年9月に笠のだんじりが100年ぶりに淡路島の業者により修繕されて9月27日八島神社へ戻ってきた。2012年10月13日に八島神社にてだんじり祭りが開催される。1月第2土曜日には、各村で川辺でとんどなどが焚かれる。笠は高田川で開催されていたが、近年は堤防界隈に住宅が建築されてきて、煙の問題等が色々問題になり、2018年以降は中止されている。

#### 中南部（旧瀬南村域）
町役場が置かれるなど行政の中心地区であるが、住宅・商店の集積度は低く、長閑な田園地帯である。南郷地区は環濠集落が見られ、旧瀬南村の中心であった。

#### 北部（旧箸尾町域）
後に広陵町に編入された区域であり、教行寺を中心とする寺内町として発展。大和鉄道（現在の近鉄田原本線）が開通し、箸尾駅が設置されるなど、奈良県内では比較的早い時期に町制を施行した。新興住宅も増加傾向である。また、この地区にはかつて箸尾町立箸尾中学校が存在していたが、1958年（昭和33年）に広陵町立広陵中学校と合併された。

#### 東部（旧百済村域）
葛城川・曽我川に挟まれた田園地帯で、水田の中に住宅・集落が点在。百済地区中心部にある百済寺には三重塔がある。

## 人口
| |                                        |  |
| 広陵町と全国の年齢別人口分布（2005年） | 広陵町の年齢・男女別人口分布（2005年） |  |
| ■紫色 ― 広陵町 ■緑色 ― 日本全国 | ■青色 ― 男性 ■赤色 ― 女性              |  |
| 広陵町（に相当する地域）の人口の推移 \| 1970年（昭和45年） \| 17,355人 \| \| \| 1975年（昭和50年） \| 17,992人 \| \| \| 1980年（昭和55年） \| 18,427人 \| \| \| 1985年（昭和60年） \| 20,345人 \| \| \| 1990年（平成2年） \| 24,605人 \| \| \| 1995年（平成7年） \| 29,457人 \| \| \| 2000年（平成12年） \| 31,444人 \| \| \| 2005年（平成17年） \| 32,810人 \| \| \| 2010年（平成22年） \| 33,070人 \| \| \| 2015年（平成27年） \| 33,487人 \| \| \| 2020年（令和2年） \| 33,810人 \| \| |                                        |  |
| 総務省統計局 国勢調査より |                                        |  |
| 1970年（昭和45年） | 17,355人                               |  |
| 1975年（昭和50年） | 17,992人                               |  |
| 1980年（昭和55年） | 18,427人                               |  |
| 1985年（昭和60年） | 20,345人                               |  |
| 1990年（平成2年） | 24,605人                               |  |
| 1995年（平成7年） | 29,457人                               |  |
| 2000年（平成12年） | 31,444人                               |  |
| 2005年（平成17年） | 32,810人                               |  |
| 2010年（平成22年） | 33,070人                               |  |
| 2015年（平成27年） | 33,487人                               |  |
| 2020年（令和2年） | 33,810人                               |  |

平成22年国勢調査(速報値)より前回調査からの人口増減をみると、0.75％増の33,055人であり、増減率は県内39市町村中5位。
- データ出典　奈良県統計課の調査による各年10月1日の人口。
- 2007年（平成19年）10月1日現在 :　33,281人
- 人口増加率（2002年（平成14年）→2007年（平成19年）） : 5.1%

1980年（昭和55年）代後半から1990年（平成2年）代前半には全国屈指の人口増加率を誇った。2007年（平成19年）現在もなお、高い増加率を維持している。
2006年（平成18年）6月ごろに人口が田原本町を追い越し、奈良県においては一番人口が多い町となった。

## 歴史
『和名抄』の大和国広瀬郡山守（やまもり）郷、散吉（さぬき）郷、十市郡川辺（かわのへ）郷の地である。広瀬の名は、今も町内の大字として残っている。11 - 12世紀には、東大寺領荘園であった小東荘が広陵町北部にあたる地域にも広がっていた。1985年（昭和60年）頃より、町西部の丘陵地帯において大規模な宅地開発（真美ヶ丘ニュータウン・みささぎ台ニュータウン）が行われ、大阪市から直線距離で25Kmという立地条件も手伝って、ベッドタウンとして人口が急増。
増加率は香芝市や生駒市、上牧町とともに県内上位であり、一時は全国でも有数の数値を誇ったこともある。
町名は、広瀬郡の「広」と丘陵地帯の「陵」を用い「広陵」とした広陵中学校(旧馬見中学校)の校名に由来する。
真美ヶ丘ニュータウン内にある町清掃センターの操業問題がクローズアップされていたが、古寺地区への移転が決定。新施設は2007年（平成19年）3月に稼働した。

### 沿革
- 1955年（昭和30年）4月15日 - 馬見町・瀬南村・百済村が合併して発足。
- 1956年（昭和31年）9月1日 - 箸尾町を編入[4]。
- 1977年（昭和52年）12月20日 - 町民憲章および「広陵町町歌」「広陵町音頭」、町の木・花を制定。

### 町域の変遷
| 明治22年 | 明治29年 | 昭和2年  | 昭和28年 | 昭和30年 | 昭和31年 | 現在     |
| -------- | -------- | -------- | -------- | -------- | -------- | -------- |
| 奈良県   |          |          |          |          |          |          |
| 広瀬郡   | 北葛城郡 | 北葛城郡 | 北葛城郡 | 北葛城郡 | 北葛城郡 | 北葛城郡 |
| 馬見村   | 馬見村   | 馬見村   | 馬見町   | 広陵町   | 広陵町   | 広陵町   |
| 百済村   |          |          |          | 広陵町   | 広陵町   | 広陵町   |
| 瀬南村   |          |          |          | 広陵町   | 広陵町   | 広陵町   |
| 箸尾村   | 箸尾村   | 箸尾町   | 箸尾町   | 箸尾町   | 広陵町   | 広陵町   |

## 町のキャッチフレーズ
- 靴下の町（国内トップクラスの生産量に由来。全国生産量の約4割）詳細は「広陵町の靴下産業」を参照。
- かぐや姫のまち（町内にある讃岐神社にまつわる伝承に由来）詳細は「讃岐神社#讃岐神社と竹取物語」を参照。

## 行政
- 町長：吉村裕之（2025年8月5日現在）
- 町議会議員：14名（無所属10、公明党2、日本共産党2）（2017年4月14日現在）[5]

歴代町長選挙
- 1982年5月23日投票、服部融当選[6]
- 1986年5月25日投票、服部融当選[7]。
- 1990年5月27日投票、服部融当選[8]。
- 1992年2月2日投票町長選挙には7名が立候補したが、法定得票に達せず当選人なし[9]。選挙後14日以内の異議申立て期間[10]に訴訟が提起されたため[11]公職選挙法第34条[12]で定められた50日以内の再選挙が実施できなかった。
- 1993年8月8日投票、林田孝一当選[13]。林田は1992年2月2日選挙で1位だった[9]。
- 1997年7月20日投票、林田孝一当選[14]。
- 2001年7月1日投票、平岡仁当選[15]。
- 2005年6月5日投票、平岡仁当選[16]。
- 2009年6月14日投票、平岡仁当選[17]。
- 2013年6月5日執行、山村吉由（やまむらよしゆき）無投票当選[18]。
- 2017年6月25日執行、山村吉由無投票当選[19]。
- 2021年6月15日執行、山村吉由無投票当選。
- 2025年6月15日投票、吉村裕之当選。

衆議院議員選挙区
「奈良県第2区」。
奈良県議会議員選挙選挙区
「北葛城郡選挙区」（定数：3）。

## 経済

### 産業
1995年（平成7年）、近鉄プラザ真美ヶ丘店・ジョイフル朝日（ダイキを経て現在はDCM）真美ヶ丘店を
核テナントとするショッピングセンター「エコール・マミ」が開業した。
（施設は香芝市にまたがっており、広陵町域にあるのは北館である。）
また、2010年（平成22年）4月23日には、安部地区にイズミヤ広陵店が開業。同店舗はスーパーセンター型の店舗で、広陵町内においては最大の売り場面積を持つショッピングセンターである。

### 名産・特産
- 農業（いちご・なす）
- 繊維（靴下・織布）詳細は「広陵町の靴下産業」を参照。

### 金融機関
- 南都銀行　馬見支店（平尾）、箸尾支店（南）

### 農業協同組合
- 奈良県農業協同組合（JAならけん）
  - 広陵支店（平尾）
  - 広陵南支店・広陵農営経済センター（南郷）
  - 広陵東支店（百済）
  - 広陵北支店（南）

各支店にはJAバンクATMが設置されているほか、広陵町役場、エコールマミ、イズミヤスーパーセンター広陵店にもそれぞれJAバンクATMが設置されている（広陵町役場内のATMは土曜・休日は稼働しない）。

### 日本郵政グループ
（※2014年6月現在）
集配業務は大和高田市にある大和高田郵便局が行う。
- 日本郵便株式会社

- 箸尾郵便局（萱野）
- 広陵真美ケ丘北郵便局（馬見北）
- 広陵疋相郵便局（疋相）
- 瀬南（せなみ）郵便局（南郷）

- 広陵真美ケ丘南郵便局（馬見南）
- 古寺簡易郵便局（古寺）
- 百済簡易郵便局（百済）
- 広陵大塚簡易郵便局（大塚）

- ゆうちょ銀行

- 大阪支店 イズミヤスーパーセンター広陵店内出張所（安部）（ATMのみ、ホリデーサービス実施）

その他簡易郵便局を除く各郵便局にATMが設置されており、広陵真美ケ丘南郵便局ではホリデーサービスを実施。

## 教育

### 大学
- 畿央大学（馬見中）
- 畿央大学短期大学部（馬見中）

### 高等学校
- 奈良県立大和広陵高等学校（的場）

### 中学校
- 広陵町立広陵中学校（三吉・笠（住所笠になる。）
- 広陵町立真美ヶ丘中学校（馬見中）

### 小学校
- 広陵町立広陵東小学校（百済）
- 広陵町立広陵西小学校（平尾）
- 広陵町立広陵北小学校（弁財天）
- 広陵町立真美ヶ丘第一小学校（馬見南）
- 広陵町立真美ヶ丘第二小学校（馬見北）

## 福祉施設
- 広陵町手をつなぐ育成会すみれ作業所（古寺）＝広陵交通公園内にある。
- さわやかホール（笠）

## 県の施設
- 第二浄化センター（萱野）

## 隣接する自治体
- 橿原市
- 香芝市
- 大和高田市
- 北葛城郡
  - 河合町
  - 上牧町
- 磯城郡
  - 田原本町
  - 三宅町

## 交通

### 鉄道
近畿日本鉄道（近鉄）
- 田原本線 箸尾駅

地区によっては町外の池部駅や但馬駅、また大阪線の五位堂駅・築山駅・大和高田駅・松塚駅が最寄となる。

### バス
- 奈良交通
- 広陵元気号 -コミュニティバス。国保中央病院・近鉄大和高田駅などの町外の拠点へもアクセス可能。

### 道路

#### 県道
- 主要地方道
  - 奈良県道5号大和高田斑鳩線
  - 奈良県道14号桜井田原本王寺線
- 一般県道
  - 奈良県道108号大和郡山広陵線
  - 奈良県道112号田原本広陵線
  - 奈良県道132号河合大和高田線
  - 奈良県道157号箸尾停車場線
  - 奈良県道274号明日香大和郡山自転車道線
  - 奈良県道277号大和高田広陵線

奈良県道112号田原本広陵線のうち、広陵町役場前交叉点～広陵農協前交叉点と、それに連続する広陵農協前交叉点～馬見中4丁目までの町道「柳板大谷線」は、町出身の柔道家野村忠宏にちなみ、「金メダルロード」（Google マップ）という別名が制定されている。

#### その他
- 中和幹線

## 名所・旧跡・観光・祭事・催事

### 神社
- 讃岐神社
- 小北稲荷神社
- 八坂神社
- 櫛玉比女命神社
- 八島神社

### 寺院
- 百済寺三重塔
- 与楽寺
- 正楽寺
- 大福寺
- 教行寺箸尾御坊

### 名所・旧跡
- 馬見丘陵公園

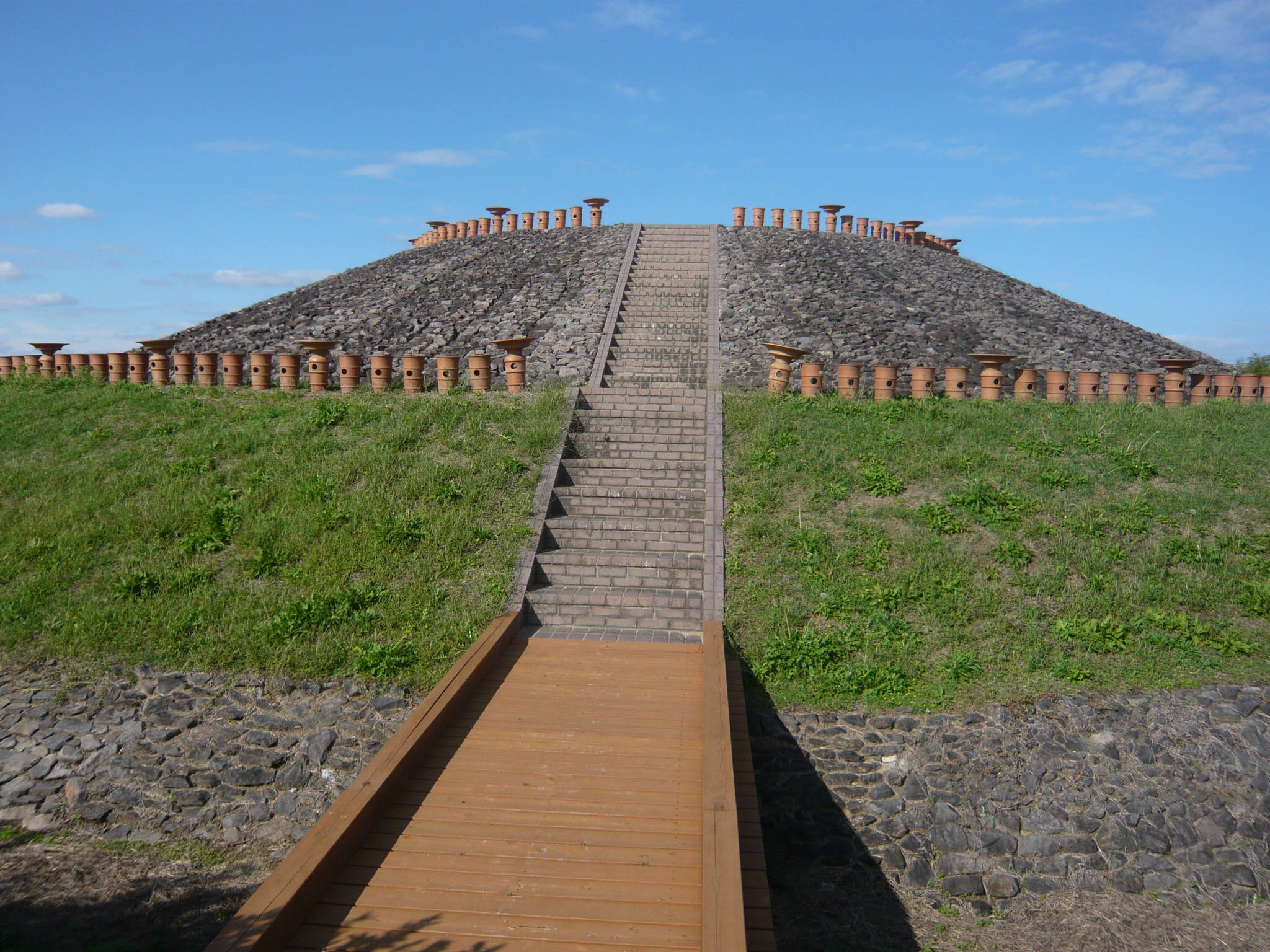
三吉石塚古墳

- 竹取公園 （北緯34度33分20.0秒 東経135度44分08.8秒 / 北緯34.555556度 東経135.735778度）- 竹取公園駐車場の一角に、金メダリスト野村豊和、野村忠宏の栄誉を称えた高さ3mの竹のモニュメント「金メダルの塔」が立つ[23]。
- 箸尾城跡
- 馬見古墳群
  - 巣山古墳（国の特別史跡）
  - 乙女山古墳（国の史跡）
  - 牧野古墳（ばくやこふん、国の史跡）
  - 三吉石塚古墳（県指定史跡）　
  - 新木山古墳 - 陵墓参考地
  - 新山古墳 - 陵墓参考地

### 祭事
- 笠のだんじり祭
- 立山祭
- 戸立祭

## 広陵町を舞台にした作品
- 竹取物語
- 天使のいる図書館

## 町出身・ゆかりのある有名人
- 奈美悦子（女優、タレント）
- 野村忠宏（柔道選手）
- 野村豊和（柔道選手）
- キダ・タロー（作曲家。広陵町歌を制作した）